# Taiwanaphis atuberculata
Taiwanaphis atuberculata är en insektsart. Taiwanaphis atuberculata ingår i släktet Taiwanaphis och familjen långrörsbladlöss. Inga underarter finns listade i Catalogue of Life.